# حصن مونة
حصن مونة أو فِلَّمَنَان ( تلفظ بالإسبانية: ‎/biʎamaˈɲan/‏ ) هي مدينة تقع في الجنوب الغربي من مقاطعة ليون بإسبانيا، في المنطقة المعروفة باسم Esla، في منطقة الحكم الذاتي في قشتالة وليون في إسبانيا.

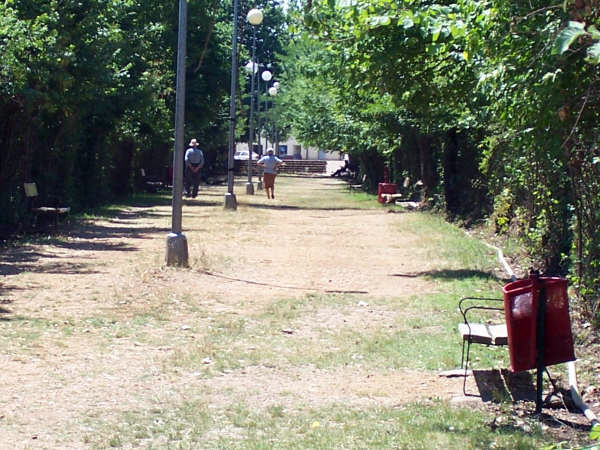
المدخل الرئيسي لمنتزه el Jardín في حصن مونة
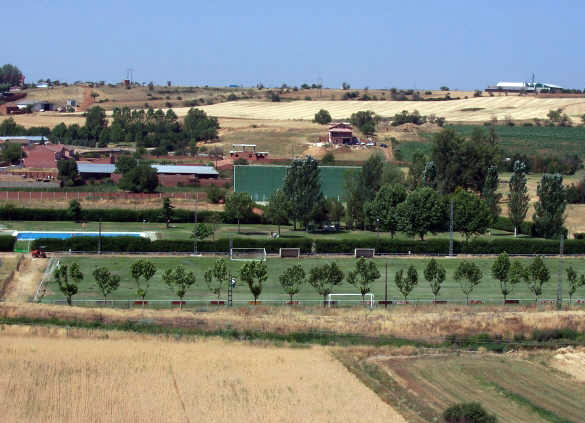
منظر لملعب كرة القدم ومسبح عام وملعب تنس في حصن مونة
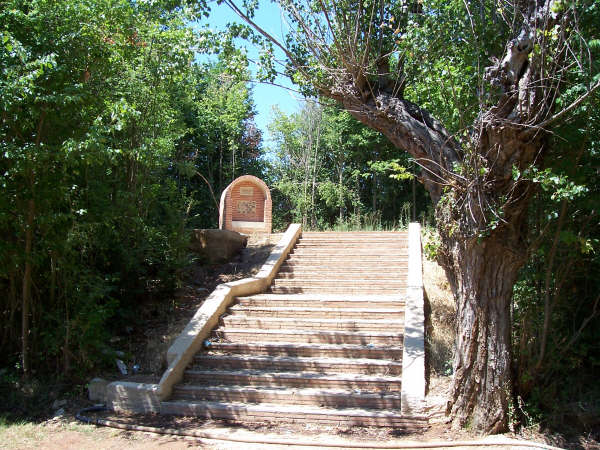
نبع داخل El Jardín في حصن مونة